# Hans Speidelin
Hans Speidelin († 1526) war ein Akteur des Bauernkriegs. Er stammte aus Bodelshausen im Herzogtum Württemberg. 
1517 war Hans Speidelin wegen eines unbekannten Vergehens mit Ruten geschlagen und des Landes verwiesen worden. Er kehrte trotzdem nach einem Monat zurück. Daraufhin verhaftete man ihn und brachte ihn nach Tübingen ins Gefängnis, wo ihm wegen Missachtung des Bannes die Finger abgehauen wurden. Anschließend wurde er erneut verbannt und kehrte wiederum binnen Monatsfrist nach Württemberg zurück. Seinem späteren Geständnis zufolge betätigte sich Speidelin schon zu dieser Zeit politisch gegen die von Habsburg eingesetzte Regierung („das nüw Regiment werd abgen, und der alt Stam und Regiment werd wider ufferstan“).
In den Jahren 1524/25 hielt sich Speidelin in Haigerloch auf. Angeblich baten ihn Bauern, ihr Hauptmann zu sein. Speidelin sagte später bei seinem Verhör aus, er habe dies abgelehnt. Er räumte allerdings ein, mit den aufständischen Bauern in den Hegau und nach Kayh gezogen zu sein. Nach der Niederlage des Bauernheeres in der Schlacht bei Böblingen (12. Mai 1525) folgte eine Welle der Bestrafungen. Speidelin entzog sich diesen, indem er als Bettler im Oberland und im Hegau umherwanderte.
Da Bettler in Württemberg nirgendwo geduldet wurden, fasste Speidelin den Entschluss, mit Brandstiftungen Rache zu nehmen. Er kehrte 1525 oder 1526 nach Bodelshausen zurück und versuchte, am Haus des Schultheißen (Ludwig Blank, genannt Keyser) Feuer zu legen, wurde jedoch von dessen Hunden gehindert. Im Folgenden zündete er Scheunen in Nufringen und Bondorf an, schließlich das Dorf Neuhausen auf den Fildern.
Es ist davon auszugehen, dass Speidelin, nachdem er bei seinem Verhör in Urach mehrere schwere Verbrechen bekannt hatte, hingerichtet wurde.

## Quelle
- Hauptstaatsarchiv Stuttgart, A 43 Bü 3: Urgicht etlicher Brenner, die zu Urach gefangen gelegen waren, nämlich Hans Speidelin von Bodelshausen, Erhard Pfeiffer von Echingen in Bayern, Margret Kechin von Augsburg, sein Weib. (1526)